# Brachycephalus nodoterga
Espèce
Synonymes
- Brachycephalus ephippium var. nodoterga Miranda-Ribeiro, 1920

Statut de conservation UICN

 DD  : Données insuffisantes
Brachycephalus nodoterga est une espèce d'amphibiens de la famille des Brachycephalidae.

## Répartition
Cette espèce est endémique de l'État de São Paulo au Brésil.

## Publication originale
- Miranda-Ribeiro, 1920 : Os brachycephalideos do Museu Paulista (com três espécies novas). Revista do Museu Paulista, vol. 12, p. 307–316 (texte intégral).